# Gilbert (Familienname)
Gilbert ist ein Familienname.

## Namensträger

### A
- Aaron L. Gilbert, kanadischer Filmproduzent
- Abijah Gilbert (1806–1881), US-amerikanischer Politiker
- Adrien Gilbert, kanadischer Gewichtheber
- Alan Gilbert (* 1967), US-amerikanischer Dirigent
- Albert Earl Gilbert (* 1939), US-amerikanischer Wildtiermaler
- Alex Gilbert (* 1992), neuseeländischer Adoptionsanwalt
- Allen Gilbert (1939–2006), US-amerikanischer Dreibandspieler, Autor und Billardlehrer
- Alfred Gilbert (1884–1961), US-amerikanischer Leichtathlet und Spielzeugerfinder
- Alfred Gilbert (Bildhauer) (1854–1934), britischer Bildhauer und Goldschmied
- Alphonse Gilbert (1805–1870), französischer Komponist
- Anna C. Gilbert (* 1972), US-amerikanische Mathematikerin
- André Gilbert, französischer Bildhauer
- Andrew Gilbert-Scott (* 1958), britischer Autorennfahrer
- Annette Gilbert (* 1975), deutsche Literaturwissenschaftlerin
- Anthony Gilbert (1899–1973), britische Autorin von Kriminalromanen, siehe Lucy Beatrice Malleson
- Anthony Gilbert (1934–2023), britischer Komponist und Musikpädagoge

### B
- Barbara Gilbert, US-amerikanische Sopranistin
- Billy Gilbert (1894–1971), US-amerikanischer Komiker
- Brad Gilbert (* 1961), US-amerikanischer Tennisspieler
- Brantley Gilbert (* 1985), US-amerikanischer Countrypopsänger
- Brenda Gilbert, kanadische Filmproduzentin
- Brett J. Gilbert, britischer Materialwissenschaftler und Spieleautor
- Brian Gilbert (Regisseur) (* 1960), britischer Regisseur
- Brian Gilbert (Schauspieler) (* 1996), US-amerikanischer Schauspieler
- Brian Gilbert (Tennisspieler) eigentlich John Brian Gilbert (1887–1974), britischer Tennisspieler
- Bruce Gilbert (* 1947), US-amerikanischer Filmproduzent und Drehbuchautor

### C
- C. P. H. Gilbert (Charles Pierrepont Henry Gilbert; 1861–1952), US-amerikanischer Architekt
- Carol Gilbert (* 1947), US-amerikanische dominikanische Ordensschwester und Atomkraft-Gegnerin
- Carter R. Gilbert (1930–2022), US-amerikanischer Ichthyologe
- Cass Gilbert (1859–1934), US-amerikanischer Architekt
- Cathrin Gilbert (* 1984), deutsche Journalistin
- Chad Gilbert (* 1981), US-amerikanischer Gitarrist, Produzent und Songwriter
- Charles Gilbert (Schauspieler), Schauspieler
- Charles Allan Gilbert (1873–1929), US-amerikanischer Maler, Grafiker und Illustrator
- Charles Henry Gilbert (1859–1928), US-amerikanischer Zoologe
- Chris Payne Gilbert, Schauspieler
- Claude Gilbert (1652–1720), französischer Schriftsteller
- Creight E. Gilbert (1924–2011), US-amerikanischer Kunsthistoriker

### D
- Dan Gilbert (Autor) (1911–1962), US-amerikanischer Evangelist und Autor
- Dan Gilbert (Unternehmer) (Daniel Gilbert; * 1962), US-amerikanischer Geschäftsmann
- Daniel Gilbert (Psychologe) (* 1957), US-amerikanischer Psychologe
- Daniel Gilbert (Basketballspieler) (* 1983), US-amerikanischer Basketballspieler
- Daniel Ayers Gilbert (* 1946), US-amerikanischer Politiker (Republikaner)
- Dave Gilbert (Snookerspieler) (* 1961), englischer Snookerspieler
- Dave Gilbert (Spieleentwickler) (* 1976), US-amerikanischer Spieleentwickler
- David Gilbert (Drehbuchautor) (1929–2008), US-amerikanischer Drehbuchautor
- David Gilbert (Fußballspieler) (* 1963), englischer Fußballspieler und -trainer
- David Gilbert (Schriftsteller) (* 1967), US-amerikanischer Schriftsteller und Drehbuchautor
- David Gilbert (Snookerspieler) (* 1981), englischer Snookerspieler
- David Gilbert (Eishockeyspieler) (* 1991), kanadischer Eishockeyspieler
- Davies Gilbert (1767–1839), britischer Schriftsteller und Politiker
- Dirk Ulrich Gilbert (* 1965), deutscher Betriebswirtschaftler

### E
- Ed Gilbert (Schauspieler) (Edmund Francis Giesbert; 1931–1999), US-amerikanischer Schauspieler und Synchronsprecher
- Ed Gilbert (Eishockeyspieler) (Edward Ferguson Gilbert; * 1952), kanadischer Eishockeyspieler
- Edgar Gilbert (1923–2013), US-amerikanischer Mathematiker
- Édouard-Jean Gilbert (1888–1954), französischer Pilzkundler
- Edward Gilbert (um 1819–1852), US-amerikanischer Politiker
- Edward A. Gilbert (* 1854), US-amerikanischer Politiker
- Edward Joseph Gilbert CSsR (* 1936), Erzbischof von Port of Spain
- Edwin Gilbert (1929–2020), US-amerikanischer Schwimmer
- Elias Gilbert (1936–1985), US-amerikanischer Hürdenläufer
- Elizabeth Gilbert (Übersetzerin) (1900–1987), britische Übersetzerin
- Elizabeth Gilbert (* 1969), US-amerikanische Schriftstellerin
- Elizabeth F. Gilbert (* 1929), US-amerikanische Botanikerin
- Émile Jacques Gilbert (1793–1874), französischer Architekt
- Emily Gilbert (* 1996), deutsche Synchronsprecherin
- Emma Gilbert (1729–1807), britische Adlige
- Ezekiel Gilbert (1756–1841), US-amerikanischer Politiker

### F
- Felix Gilbert (1905–1991), deutsch-US-amerikanischer Historiker

### G
- Gabriel Gilbert (um 1600–um 1680), französischer Dichter
- Gale Gilbert (* 1961), US-amerikanischer Footballspieler
- Garrett Gilbert (* 1991), US-amerikanischer Footballspieler
- Gary Gilbert (* 1965), US-amerikanischer Filmproduzent
- Geoffrey Gilbert (1914–1989), englischer Flötist
- George Gilbert (1922–2012), US-amerikanischer Fotograf und Autor
- George G. Gilbert (1849–1909), US-amerikanischer Politiker
- Gilbert von Poitiers (auch Porreta, Porrée) (um 1080–1155), scholastischer Philosoph und Theologe
- Gilles Gilbert (1949–2023), kanadischer Eishockeytorwart, -trainer und -scout
- Gillian Gilbert (* 1961), britische Musikerin
- Glenroy Gilbert (* 1968), kanadischer Leichtathlet
- Glori-Anne Gilbert (* 1969), US-amerikanische Schauspielerin und ehemaliges Model
- Greg Gilbert (* 1962), kanadischer Eishockeyspieler
- Grove Karl Gilbert (1843–1918), US-amerikanischer Geologe und 1888 Mitbegründer der National Geographic Society
- Gustav Gilbert (1843–1899), deutscher Althistoriker
- Gustave M. Gilbert (1911–1977), US-amerikanischer Gefängnispsychologe

### H
- Henry Franklin Gilbert (1868–1928), US-amerikanischer Komponist und Musikschriftsteller
- Herschel Burke Gilbert (1918–2003), US-amerikanischer Dirigent und Komponist
- Hugh Gilbert (* 1952), englischer Priester, Bischof von Aberdeen
- Humphrey Gilbert (1537–1583), englischer Abenteurer, Feldherr und Parlamentarier

### J
- Jack Gilbert (1925–2012), US-amerikanischer Dichter
- Jacob H. Gilbert (1920–1981), US-amerikanischer Politiker
- James Gilbert (Regisseur) (Cecil James Gilbert; 1923–2016), US-amerikanischer Regisseur
- James Gilbert (Illustrator), US-amerikanischer Illustrator
- James Gilbert (Schauspieler) (* 1982), US-amerikanischer Schauspieler
- James Gilbert (Pokerspieler), US-amerikanischer Pokerspieler
- James Freeman Gilbert (1931–2014), US-amerikanischer Geophysiker, siehe J. Freeman Gilbert
- James Zacchaeus Gilbert (1866–1945), US-amerikanischer Paläontologe
- Jean Gilbert (eigentlich Max Winterfeld; 1879–1942), deutscher Komponist
- Jean Gilbert-Jules (1903–1980), französischer Jurist und Politiker
- Jeremy Gilbert-Rolfe (1945–2024), britischer Maler
- Jessie Gilbert (1987–2006), britische Schachmeisterin
- John Gilbert (Bischof) (gestorben 1397), englischer Bischof von Bangor, von Hereford und St. Davis
- John Gilbert (Erzbischof) (1693–1761), britischer Geistlicher, Erzbischof von York
- John Gilbert (Naturforscher) (1812–1845), britischer Naturforscher
- John Gilbert (Maler) (1817–1897), englischer Maler
- John Gilbert (Bushranger) (1842–1865), australischer Räuber
- John Gilbert (Schauspieler) (1897–1936), US-amerikanischer Schauspieler
- John Gilbert (Gitarrenbauer) (John M. Gilbert; 1922–2012), US-amerikanischer Gitarrenbauer
- John Gilbert, Baron Gilbert (1927–2013), britischer Politiker (Labour Party)
- John Gilbert (Schriftsteller) (* 1926), US-amerikanischer Science-Fiction-Autor
- John Gilbert (Filmeditor, Neuseeland), neuseeländischer Filmeditor, Produzent und Drehbuchautor
- John Gilbert (Filmeditor, USA), US-amerikanischer Filmeditor
- John Brian Gilbert (1887–1974), britischer Tennisspieler, siehe Brian Gilbert (Tennisspieler)
- John Graham Gilbert (eigentlich John Graham; 1794–1866), schottischer Maler
- John „Prince“ Gilbert (1958–2024), US-amerikanischer Saxophonist
- Jonathan Gilbert (* 1968), US-amerikanischer Schauspieler
- Jordan Gilbert (* 1990), US-amerikanischer E-Sportler
- Joseph-Alexandre Gilbert (1867–1950), kanadischer Geiger und Musikpädagoge
- Joseph Henry Gilbert (1817–1901), britischer Agrikulturchemiker
- Josh Gilbert (* 1987), US-amerikanischer Bassist
- Josiah Gilbert (1814–1892), englischer Maler und Autor

### K
- Katherine Gilbert (1886–1952), US-amerikanische Philosophin
- Kenneth Gilbert (1931–2020), kanadischer Cembalist
- Kerrea Gilbert (* 1987), englischer Fußballspieler
- Kevin Gilbert (1966–1996), US-amerikanischer Musiker
- Kylie Moore-Gilbert, britisch-australische Islamwissenschaftlerin

### L
- Laura Gilbert, US-amerikanische Flötistin und Musikpädagogin
- Leo Gilbert (1861–1932), österreichischer Naturwissenschaftler und Schriftsteller
- Lewis Gilbert (1920–2018), britischer Filmregisseur, Filmproduzent und Drehbuchautor
- Lewis Gilbert (Schauspieler) (1862–1925), britischer Schauspieler
- Lewis Gilbert (Footballspieler) (* 1956), US-amerikanischer American-Football-Spieler
- Logan Gilbert (* 1997), US-amerikanischer Baseballspieler
- Louis Wolfe Gilbert (1886–1970), US-amerikanischer Komponist
- Ludwig Wilhelm Gilbert (1769–1824), deutscher Physiker
- Logan Gilbert (* 1997), US-amerikanischer Baseballspieler

### M
- Mads Gilbert (* 1947), norwegischer Arzt und Politikaktivist
- Marc Gilbert (* 1947), französischer Fernsehmoderator
- Marcia Gilbert-Roberts (* 1950), jamaikanische Diplomatin
- Marcus Gilbert (* 1958), britischer Schauspieler
- Martin Gilbert (General), deutscher General
- Martin Gilbert (Historiker) (1936–2015), britischer Historiker
- Martin Gilbert (Radsportler) (* 1982), kanadischer Radrennfahrer
- Marius Gilbert, belgischer Epidemiologe
- Melissa Gilbert (* 1964), US-amerikanische Schauspielerin
- Michael Gilbert (1912–2006), britischer Schriftsteller
- Michael George Gilbert (* 1943), britischer Botaniker
- Mitchell Gilbert (* 1994), australischer Autorennfahrer

### N
- Newton Gilbert (1862–1939), US-amerikanischer Politiker
- Nicolas Gilbert (1750–1780), französischer Dichter
- Nigel Gilbert (* 1959), englischer Snookerspieler

### O
- Otto Gilbert (1839–1911), deutscher Bibliothekar und Althistoriker
- Otto Gilbert, Pseudonym von Otto Neumann-Hofer (1857–1941), deutscher Schriftsteller, Theaterdirektor, Redakteur und Intendant

### P
- Pamela Gilbert (1932–2015), britische Biologin
- Paul Gilbert (Richter) (1859–1925), deutscher Richter, Politiker, Heimatforscher und Verbandsfunktionär
- Paul Gilbert (Schauspieler) (eigentlich Ed Paul MacMahon; 1918–1975), US-amerikanischer Schauspieler
- Paul Gilbert (Philosoph) (* 1945), belgischer Philosoph
- Paul Gilbert (Leichtathlet) (* 1960), australischer Leichtathlet
- Paul Gilbert (Musiker) (* 1966), US-amerikanischer Musiker
- Peggy Gilbert (1905–2007), US-amerikanische Jazzmusikerin
- Peter Gilbert (Regisseur) (* 1957), US-amerikanischer Regisseur, Kameramann und Filmproduzent
- Peter Gilbert (Komponist) (* 1975), US-amerikanischer Komponist
- Peter Gilbert (Fußballspieler) (* 1983), englischer Fußballspieler
- Petr Gilbert (1966–2018), tschechischer Maler und Buchautor
- Phil Gilbert († 2016), US-amerikanischer Jazztrompeter
- Philip H. Gilbert (1870–1932), US-amerikanischer Politiker
- Philippe Gilbert (* 1982), belgischer Radrennfahrer
- Pia Gilbert (1921–2018), US-amerikanische Komponistin, Pianistin und Dirigentin
- Pierre Gilbert (Lexikograf) (1914–2012), französischer Lexikograf
- Pierre Gilbert (Architekt) (1922–1990), Luxemburger Architekt
- Pierre-Eugène Gilbert (1907–1982), französischer Diplomat
- Pierre Julien Gilbert (1783–1860), französischer Maler
- Poppy Gilbert (* 1998), britische Schauspielerin

### R
- Ralph Waldo Emerson Gilbert (1882–1939), US-amerikanischer Politiker
- Ray Gilbert (1912–1976), US-amerikanischer Songschreiber
- Ricardo Gilbert (1891–1964), chilenischer Maler
- Robert Gilbert (eigentlich Robert David Winterfeld; 1899–1978), deutscher Komponist, Textdichter, Sänger und Schauspieler
- Robert Otto Gilbert (1808–1891), deutscher evangelischer Theologe
- Rod Gilbert (1941–2021), kanadischer Eishockeyspieler und -trainer
- Rodolphe Gilbert (* 1968), französischer Tennisspieler
- Roger Gilbert-Lecomte (1907–1943), französischer Dichter
- Ron Gilbert (* 1964), US-amerikanischer Spieleentwickler
- Ronnie Gilbert (1926–2015), US-amerikanische Folksängerin

### S
- S. Parker Gilbert († 2015), US-amerikanischer Manager
- Samuel Gilbert, US-amerikanische Schauspieler und Kameramann
- Sandra M. Gilbert (1936–2024), US-amerikanische Dichterin, Literaturkritikerin und Hochschullehrerin
- Sara Gilbert (* 1975), US-amerikanische Schauspielerin
- Sarah Gilbert (* 1962), britische Impfstoffforscherin und Professorin für Impfstoffe an der University of Oxford
- Seymour Parker Gilbert (1892–1938), US-amerikanischer Anwalt, Banker, Politiker und Diplomat
- Simon Gilbert (Journalist) (1870–1946), britischer Journalist und Publizist
- Simon Gilbert (Sänger) (* 1937), britischer Sänger (Tenor) und Schauspieler
- Simon Gilbert (Schlagzeuger) (Simon Charles Gilbert; * 1965), britischer Schlagzeuger, Mitglied von Suede
- Simon Gilbert (Rennfahrer), britischer Motorradrennfahrer
- Stephen Gilbert (Künstler) (1910–2007), britischer Maler und Bildhauer
- Stephen Gilbert (Schriftsteller) (1912–2010), nordirischer Schriftsteller
- Stephen Gilbert (Politiker) (* 1976), britischer Politiker (Liberal Democrats)
- Susanna Gilbert-Sättele (* 1953), deutsche Redakteurin, Journalistin, Kulturjournalistin und Rezensentin
- Sylvester Gilbert (1755–1846), US-amerikanischer Politiker

### T
- Thomas Gilbert (18. Jahrhundert), englischer Kapitän (Gilbertinseln)
- Tom Gilbert (* 1983), US-amerikanischer Eishockeyspieler
- Tommy Gilbert († 2015), US-amerikanischer Wrestler

### V
- Victor Gabriel Gilbert (1847–1933), französischer Genremaler
- Vivien Gilbert (* 1999), deutsche Synchronsprecherin
- Volkmar Leif Gilbert (* 1991), deutscher Schauspieler

### W
- Walter Gilbert (* 1932), US-amerikanischer Physiker und Biochemiker
- Walter Raleigh Gilbert, 1. Baronet (1785–1853), britischer Generalleutnant
- Wilhelm Gilbert (1868–1919), deutsch-baltischer Pastor
- William Gilbert (1544–1603), englischer Arzt und Physiker
- William A. Gilbert (1815–1875), US-amerikanischer Politiker
- William Schwenck Gilbert (1836–1911), englischer Schriftsteller, Dramatiker und Librettist
- Willy Gilbert (1881–1956), norwegischer Segler